# Dan Friedkin
Thomas Daniel Friedkin, o semplicemente Dan Friedkin (San Diego, 27 febbraio 1965), è un imprenditore e produttore cinematografico statunitense, AD di Gulf States Toyota Distributors, presidente dell'Associazione Sportiva Roma, proprietario dell'AS Cannes e dell'Everton.
Al 30 luglio 2025 il suo patrimonio è stato stimato in 8,3 miliardi in dollari da Forbes.

## Biografia
Nato nel 1965 a San Diego in California, figlio di Thomas H. Friedkin, si è laureato presso l'Università di Georgetown ottenendo un master presso l'Università Rice.
Nel 2017, alla morte del padre, eredita la società di famiglia, il Friedkin Group, che si occupa in esclusiva della distribuzione e della vendita di vetture Toyota in Texas, Arkansas, Louisiana, Mississippi e Oklahoma, vendendo nel 2018 autovetture per un valore di 9 miliardi di dollari.
Ha una licenza da pilota d'aereo che gli ha permesso di prendere parte alla formazione dei voli acrobatici dell’Air Force, un privilegio toccato soltanto ad altri 9 civili.
Il 17 e 18 giugno 2023, in occasione della Manifestazione Aerea tenutasi a Pratica di Mare per il primo Centenario dell'Aeronautica Militare, ha pilotato il suo North American P-51 Mustang esibendosi in un volo acrobatico con la formazione Horsemen Flight Team.
È molto attivo nelle iniziative di conservazione della fauna selvatica e in varie attività filantropiche nel settore dell'aviazione e dell'istruzione.

### Cinema e TV
In ambito cinematografico è co-fondatore nel 2014 della casa di produzione Imperative Entertainment, con la quale ha prodotto film come Tutti i soldi del mondo di Ridley Scott, Il corriere - The Mule di Clint Eastwood e Killers of the Flower Moon di Martin Scorsese. È produttore esecutivo di titoli come Destroyer con Nicole Kidman, Ben is Back con Julia Roberts, The Mauritanian con Jodie Foster, The Contractor con Chris Pine, e dei film di Ruben Östlund The Square e Triangle of Sadness, entrambi vincitori della Palma d'oro al Festival di Cannes nel 2017 e 2022, oltre che della serie tv Treadstone (USA Network) e della miniserie Black Bird (Apple TV+). Nel 2019 ha anche diretto il suo primo film, L'ultimo Vermeer, interpretato da Guy Pearce e Claes Bang, mentre saltuariamente si presta anche come stunt, pilotando aerei come lo Spitfire in Dunkirk di Christopher Nolan.

### Nel mondo del calcioː

#### Roma
Il 6 agosto 2020, al termine di una trattativa iniziata nell'autunno 2019 e sospesa all'inizio della primavera 2020, la Roma comunica il raggiungimento di un accordo per l'acquisizione, da parte del Friedkin Group, delle quote azionarie di AS Roma SPV, LLC (pari all'86,6% delle quote complessive societarie), atto che di fatto sancisce la fine dell'era di James Pallotta come presidente della Roma. Il 17 agosto, tale successione diviene ufficiale: il Friedkin Group ottiene il pacchetto di maggioranza del club italiano, al prezzo di 591 milioni di dollari, con l'obbligo di fare un'offerta pubblica per l'acquisizione della restante fetta di quote azionarie, e Dan Friedkin diventa il venticinquesimo presidente nella storia dei capitolini.
Attraverso i canali del Friedkin Group, l'11 maggio 2022 viene annunciata un'offerta pubblica d'acquisto del valore complessivo di circa 35 milioni di euro, mirante al delisting della società capitolina. In data 25 maggio 2022, la seconda annata della presidenza Friedkin viene coronata dalla conquista da parte dei giallorossi della UEFA Conference League, a circa quattordici anni dall'ultimo trofeo conquistato dalla compagine capitolina.

#### Cannes
Il 26 giugno 2023, tramite un comunicato ufficiale, viene reso noto che il Friedkin Group ha acquisito il club francese AS Cannes in cui il figlio di Dan Friedkin, Ryan, assume il ruolo di presidente.

#### Everton
Il 23 settembre 2024, attraverso un comunicato ufficiale, viene resa nota l'inizio della trattativa per l'acquisizione dell'Everton, da parte del gruppo Friedkin. L'accordo per il passaggio definitivo delle quote, viene ufficializzato il successivo 19 dicembre 2024.

## Filmografia

### Regista
- L'ultimo Vermeer (The Last Vermeer) (2019)

### Produttore
- Hot Summer Nights, regia di Elijah Bynum (2017)
- Tutti i soldi del mondo (All the Money in the World), regia di Ridley Scott (2017)
- Arizona, regia di Jonathan Watson (2018)
- Il corriere - The Mule (The Mule), regia di Clint Eastwood (2018)
- The Gift: The Journey of Johnny Cash, regia di Thom Zimny (2019)
- L'ultimo Vermeer (The Last Vermeer), regia di Dan Friedkin (2019)
- To What Remains, regia di Christopher Woods
- Killers of the Flower Moon, regia di Martin Scorsese (2023)
- Anora, regia di Sean Baker (2025)
- A Big Bold Beautiful Journey - Un viaggio straordinario (A Big Bold Beautiful Journey), regia di Kogonada (2025)

### Produttore esecutivo
- The Square, regia di Ruben Östlund (2017)
- Destroyer, regia di Karyn Kusama (2018)
- Ben is Back, regia di Peter Hedges (2018)
- Treadstone – serie TV, 10 episodi (2019)
- La baia del silenzio (The Bay of Silence), regia di Paula van der Oest (2020)
- The Mauritanian, regia di Kevin Macdonald (2021)
- The Contractor, regia di Tarik Saleh (2022)
- Triangle of Sadness, regia di Ruben Östlund (2022)
- Black Bird – miniserie TV, 6 puntate (2022)